# Ramón Cugat

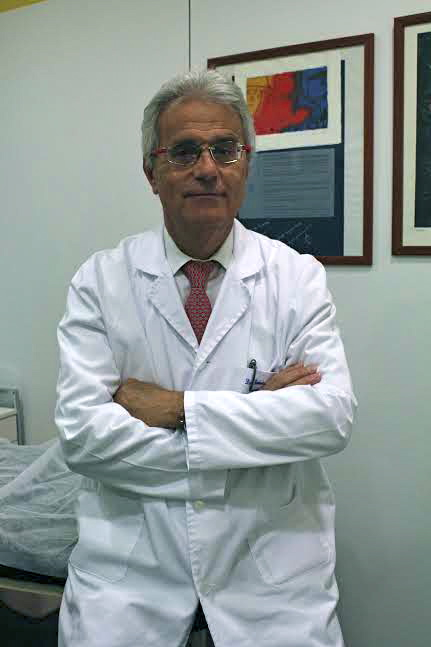
Ramón Cugat

Ramón Cugat Bertomeu (L'Aldea, 25 augustus 1950) is een Spaans vooraanstaand orthopedisch chirurg en traumatoloog, gespecialiseerd in knie-operaties en artroscopie.
In 1969 begon Cugat met de studie Geneeskunde aan de Universitat de Barcelona. In 1979 behaalde hij zijn titel als medisch specialist in de Orthopedie en Traumatologie. Vervolgens was Cugat werkzaam voor meerdere ziekenhuizen in Spanje, Engeland en de Verenigde Staten. In januari 1992 werd hij aangesteld als hoogleraar aan de medische faculteit van de Universitat de Barcelona.
Cugat richtte zich vanaf begin jaren negentig sterk op sporters. Zo was hij werkzaam voor het Americanfootballteam de Barcelona Dragons en behoorde hij tot het traumatologisch team op de Olympische Zomerspelen 1992 van Barcelona. Sinds 2003 is hij nauw verbonden aan FC Barcelona. Cugat opereerde met goed gevolg een groot aantal profvoetballers, onder wie Xavi Hernández, Samuel Eto'o, José Edmílson, Carles Puyol, Albert Jorquera, Mikel Arteta, Francesc Fàbregas, Curro Torres, David Silva en Fernando Torres.
In 2012 werd Cugat onderscheiden met de juryprijs op het Gala de les Estrelles del Futbol Català voor zijn verdiensten voor het Catalaanse voetbal.